# Aktion Gitter
La Operación Gitter (en alemán: Aktion Gitter) fue una "operación de arresto masivo" de la Gestapo que tuvo lugar en Alemania entre el 22 y el 23 de agosto de 1944. Se produjo poco más de un mes después del intento fallido de asesinar a Adolf Hitler, el 20 de julio de 1944. El objetivo eran exfuncionarios y miembros de los principales partidos "burgueses" de centro y de izquierda del período de gobierno democrático que fueron declarados ilegales después de enero de 1933. Entre los arrestados había socialdemócratas y sindicalistas, liberales, comunistas y miembros del Partido Popular Bávaro, junto con miembros de los viejos partidos de centro.

## El nombre
Aktion Gitter fue el nombre oficial utilizado por el gobierno, pero estos eventos también se identifican a veces en fuentes como Aktion Gewitter o Aktion Himmler. "Gewitter" es una palabra alemana para "tormenta eléctrica" y Heinrich Himmler era un alto miembro del gobierno cuyas áreas de responsabilidad incluían la vigilancia y una amplia gama de otros asuntos administrados en su calidad de Ministro del Interior.
La palabra "Gitter" se puede traducir al español como "reja" o "enrejado": en el contexto de la Aktion Gitter se refería a poner a la gente "tras las rejas". El término ya se había utilizado oficialmente antes, en relación con un arresto masivo durante la noche de más de 4.000 personas que tuvo lugar en el Protectorado de Bohemia y Moravia el 16 de marzo de 1939, en relación con la finalización de la ocupación alemana en lo que anteriormente había sido la parte occidental de Checoslovaquia.

## Planificación
Los arrestos masivos de la Aktion Gitter no tuvieron precedentes ni fueron una respuesta espontánea del gobierno al intento de asesinato de julio de 1944, sino la elaboración de políticas que venían de largo. Los principales políticos de los años de Weimar habían sido identificados en una llamada "lista A" del gobierno ya en 1935/36, dividida en subcategorías A-1, A-2 y A-3. Al estallar la Segunda Guerra Mundial en 1939, la Gestapo había arrestado entre 2.000 y 4.000 personas cuyos nombres aparecían en la Lista A-1. Estos fueron identificados como "enemigos del estado" y colocados en "custodia protectora", en la mayoría de los casos en el campo de concentración de Buchenwald. Sin embargo, la mayoría de estos habían sido liberados en el verano de 1940. Sin embargo, Hitler notificó en abril de 1942 que "si hoy estallara un motín en algún lugar del país", recibiría una respuesta inmediata ("Sofortmaßnahmen"). Inmediatamente después del estallido del arresto civil o disturbios similares, todos los líderes de la oposición [de izquierda] y, de hecho, también los de la tradición política católica serían arrestados, sacados de sus hogares y ejecutados. Además, todos los reclusos de los campos de concentración serían fusilados junto con todos los criminales, ya sea que estuvieran detenidos por el estado o en libertad en ese momento.
El 14 de agosto de 1944, el jefe de las SS, Heinrich Himmler, recibió la orden de detener a los exfuncionarios socialdemócratas (SPD) y del Partido Comunista (KPD). El arresto masivo, que se estimó en más de 5.000 expolíticos, no debía tener en cuenta si los detenidos todavía estaban involucrados en actividades de oposición, y no estaba relacionado con la búsqueda en curso de los conspiradores del asesinato de julio. El jueves 17 de agosto de 1944, todos los principales oficiales de la Gestapo en el país recibieron un télex secreto del Departamento 4 de la Oficina Central de Seguridad del Reich (Reichssicherheitshauptamt; RSHA). El télex contenía una notificación del jefe de la Gestapo, Heinrich Müller, Landtags regionales o ayuntamientos que habían sido miembros del (hasta 1933 legal) SPD y KPD (partidos) junto con todos los sindicatos y funcionarios del partido del SPD, independientemente de si estaban siendo investigados o no, iban a ser detenidos. Sin embargo, los mayores de 70 años, los que estaban enfermos y los que habían estado "al servicio del sistema" [desde 1933] no debían ser arrestados. Los arrestos iban a ocurrir en todo el país durante la madrugada del 22 de agosto. Las órdenes eran que los detenidos debían ser llevados sin demora al campo de concentración más cercano y llevados a lo que la RHSA designó como "custodia protectora". Además, para el 25 de agosto, los oficiales de la Gestapo de la RHSA debían informar el número total de detenidos, analizados según el partido político y según las funciones políticas. Las órdenes de Himmler llegaron bajo el encabezamiento Aktion Gitter. El 21 de agosto se amplió la orden para que también fueran detenidos los asambleístas del antiguo Partido de Centro anteriores a 1933, aunque esta ampliación fue rescindida parcialmente dos días después.

## Implementación
Los arrestos se llevaron a cabo según las instrucciones, en la madrugada, ya fuera por agentes de la Gestapo que actuaron solos o por agentes de la Gestapo que actuaron en colaboración con agentes de la policía local. Las estimaciones indican que aproximadamente 5.000 personas fueron arrestadas en toda Alemania y la mayoría fueron entregadas rápidamente al campo de concentración más cercano. Algunos de los campos de concentración que recibieron el mayor número de detenidos de la Aktion Gitter estaban en Neuengamme cerca de Hamburgo (650), Buchenwald cerca de Weimar (742) y Dachau cerca de Múnich (860). En Berlín, los detenidos fueron llevados a la prisión principal de la Gestapo en la Prinz-Albrecht-Straße, y un gran número de esta zona también fueron enviados a Ravensbrück. En muchos casos, las detenciones se habían realizado sobre la base de listas desactualizadas: muchos de los arrestados eran ancianos y estaban enfermos, y no habían estado involucrados en política durante más de diez años. Algunos de los arrestados ya habían sido arrestados inmediatamente después de la toma del poder por los nazis en 1933, pero luego fueron liberados. Otros fueron arrestados por primera vez. Muchos fueron liberados después de unos meses en respuesta a las protestas de sus familiares.

## Víctimas
La forma en que se llevaron a cabo los arrestos masivos provocó tal resentimiento popular que una semana después, el 30 de agosto de 1944, Ernst Kaltenbrunner ordenó una revisión que condujo a algunas medidas paliativas. Sin embargo, en general, el enfoque del Partido Nazi siguió siendo inconsistente e impredecible. Por un lado, muchos de los detenidos fueron liberados pronto en respuesta a las protestas masivas de sus familiares y amigos. Pero por otro lado, debido a las condiciones inhumanas en los campos de concentración durante el invierno de 1944/45, muchos de los que permanecieron detenidos murieron. Eso es lo que les pasó a Johanna Tesch y Joseph Roth. Entre los excarcelados nacionales del Reichstag que no sobrevivieron a los campos de concentración se encontraban Otto Gerig, Karl Mache y Heinrich Jasper. El reformador de la educación de Hamburgo, Kurt Adams, fue una víctima de la operación que posiblemente ni siquiera vivió para experimentar el invierno de ese año. A medida que se acercaba el final de la guerra, las autoridades evacuaron los campos de concentración en áreas que estaban a punto de ser invadidas por los ejércitos enemigos. La evacuación se llevó a cabo mediante una sucesión de marchas forzadas, que llegaron a conocerse como marchas de la muerte. Los presos del campo que no pudieron completar estas marchas de la muerte simplemente fueron fusilados. Otros detenidos de Gitter perecieron cuando el SS Cap Arcona, para entonces utilizado como barco prisión y amarrado frente a Lübeck, fue hundido por la Royal Air Force británica el día antes de la rendición militar alemana. La Aktion Gitter fue, por lo tanto, una represalia del gobierno que terminó con la muerte de muchos de los atrapados en ella.
Las víctimas políticas de la Aktion Gitter que sobrevivieron a la experiencia y resurgieron como políticos nacionales en la República Federal Alemana (Alemania Occidental), luego de su establecimiento en 1949, incluyeron a Konrad Adenauer (CDU), Paul Löbe (SPD) y Kurt Schumacher (SPD).